# Krajcsik János
Krajcsik János (Bán, 1804. június 10. - Nyitra, 1890. augusztus 10.) választott püspök, országgyűlési képviselő, egyházjogász.

## Élete
Szülei Krajcsik András és Blahovits Zsuzsanna voltak.
A teológiát Nyitrán végezte, s mivel túl fiatal volt, 2 évet Pesten jogot hallgatott. Jogi doktorátust szerzett. 1827-ben pappá szentelték. Alsóricsón lett káplán, majd 1831-ben bekerült Vurum püspöki irodájába. 1835-től püspöki titkár. 1841-től nyitrai kanonok. 1843-1844-ben a káptalan országgyűlési követe. 1853-ig döntő befolyása volt az egyházkormányzat ügyeire.
1849-ben az Alamócon, 1853-ban a Libényi-féle merénylet után Bécsben járt küldöttség tagja volt. 1867-től nagyprépost, zoborhegyi apát. 1869-1872 között a báni, 1879-1881 között a nyitrai választókerület országgyűlési képviselője. 1872-től szardikai választott püspök.
Karikatúrája 1870-ben Az Üstökös című lapban jelent meg.

## Elismerései
- 1878 A vaskoronarend II. osztályú keresztje

## Művei
Cikkei jelentek meg a Magyar Állam, Magyar Themis, A Jog című lapokban.
- 1854 Jus ecclesiasticum, practicis rationum momentis illustratum 1-2. Bécs (egyházjogi tankönyv)
- 1866 Sermo in memoriam ... Card. Scitovszky. Nyitra